# Podgorje Bistričko
Podgorje Bistričko je naselje u Republici Hrvatskoj, u sastavu Općine Marija Bistrica, Krapinsko-zagorska županija. 

## Stanovništvo
Prema popisu stanovništva iz 2001. godine, naselje je imalo 941 stanovnika te 301 obiteljskih kućanstava.
| broj stanovnika | 898   | 1001  | 1112  | 1328  | 1533  | 1732  | 1584  | 1686  | 1688  | 1606  | 1439  | 1342  | 1189  | 1019  | 941   | 904   | 849   |
|                 | 1857. | 1869. | 1880. | 1890. | 1900. | 1910. | 1921. | 1931. | 1948. | 1953. | 1961. | 1971. | 1981. | 1991. | 2001. | 2011. | 2021. |

## Znamenitosti
- Crkva sv. Ladislava, zaštićeno kulturno dobro
- Kulturno-povijesna cjelina Luči Breg, zaštićeno kulturno dobro

## Poznate osobe
- Marica Slava Vedrina, redovnica i misionarka u Paragvaju